# Ștefești
Ștefești – wieś w Rumunii, w okręgu Prahova, w gminie Ștefești. W 2011 roku liczyła 741 mieszkańców.